# Kölyökklub (műsorblokk)
A Kölyökklub az RTL gyerekeknek szóló műsorblokkja volt. Korábban a rajzfilmek mellett kalózos tematikájú vetélkedő is helyet kapott benne, melynek műsorvezetője Jónás Rita volt. Később beszélgetőműsor vette át a helyét, melyet kezdetben Gaskó Balázs, majd Ördög Nóra vezetett, és amiben vendégül láttak gyerekeket is, 2006. július 1-je óta viszont kizárólag rajzfilmeket sugároz. A műsort hétvégénként és ünnepnapokon adják reggel 7.00-től. A műsornak volt egy hétköznaponként is futó társműsora, a Jó reggelt, skacok!, amelynek logójához hasonlót 2012. szeptember 8-tól használt egészen a 2018-as megszűnésig.

## Jelenlegi sorozatok
- Újabb Bolondos dallamok
- Tom és Jerry Show
- Magilla Gorilla
- Bat Pat
- A bajkeverő majom
- Mesés munkagépek
- Mölang
- Mouk
- Vissza a jövőbe

## Blokkról lekerült sorozatok
- Action Man
- Állati dumák
- Astro Boy (2003)
- Apu és én
- Babar
- Barbie – Élet az álomházban
- Bigyó felügyelő
- Blinky Bill kalandjai
- A brémai muzsikusok
- Cicabogarak (csak az 1. évad)
- Cliffhanger (rajzfilmsorozat)
- Csodatévé (2. szinkron)
- Cyberkölyök: számítógépes játékok telepítése
- A csodatrió
- Csőrcsapat
- Dibu, a kistesó
- Digimon I-II (12+ határozat)
- Digimonszelídítők (12+ határozat)
- Dini, a kis dinoszaurusz
- Dínódili
- Don Kojot és Sancho Panda kalandjai
- Dóra, a felfedező
- Ejnye, Sophie!
- Elhagyott játékok
- Éliás, a kis mentőhajó
- Enid Blyton kalandfilm-sorozata
- Ever After High
- F–Zero
- Félix cica és barátai
- Flipper és barátai (csak az 1. évad)
- Frédi és Béni, avagy a két kőkorszaki szaki (1. szinkron) (4 évad)
- Frédi és Béni, avagy a kőkorszaki buli
- Galidor
- Garfield és barátai
- Gazvezír
- Go Diego, Go!
- Godzilla (televíziós sorozat, 1998)
- Harold és a lila varázskréta
- Hé, Arnold!
- A hegylakó[1]
- Hello, Kitty!
- Hódító hódok
- Icipici pók
- Ikrek akcióban[2]
- Infinity Nado
- Jackie Chan kalandjai
- Jumanji
- Kaleido Star (12+ lett.)
- Kalózmesék
- Kenguk
- Kengyelfutó gyalogkakukk
- Kisvakond
- Kókuszdió Fred
- A komisz aranyhal
- Kung Fu Panda: A rendkívüliség legendája
- Lackó, a malackó[3]
- A Lármás család
- Lassie és a mentőcsapat
- Lego City
- Lego Elves
- Lego Friends
- Lego Friends: Lányok bevetésben
- Lego Ninjago: A Spinjitzu mesterei
- Lego Star Wars: Yoda új történetei
- Lisa
- A Madagaszkár pingvinjei
- Maci Laci kincset keres (csak az 1. évad)
- Magilla Gorilla
- A mágus (televíziós sorozat)
- A Mancs őrjárat
- Max Steel
- Monster Rancher
- A mentőcsapat
- Mickey egér
- Mot
- Nanook, a bátor eszkimó
- Nyugi, Norman!
- Okostojások
- Az óceán lánya
- Papyrus[4]
- Pókember
- Pokémon
- Pumukli kalandjai
- Pac Man
- Rókalesők
- Rumli a bajkeverés mestere
- Rupert maci varázslatos világa
- Rusty, a kölyökrobot
- Seriff az űrből
- Sherm és a bacik
- Sötét zsaruk (televíziós sorozat, 1997)
- Spirou és Fantasio
- SpongyaBob Kockanadrág
- Stuart Little, kisegér
- Szamuráj pizzacicák
- A szellemirtók legújabb kalandjai
- Szellemvadászok
- Szilveszter és Csőrike kalandjai
- Szinbád fantasztikus utazása
- Sztárpletykák
- Taz-mánia
- Teletabik
- Teveclub
- A Tekergér család világ körüli tekergései
- A Tini Nindzsa Teknőcök új kalandjai (12+ lett.)
- Tom és Jerry gyerekshow[5]
- Tom és Jerry-show I.
- Tom és Jerry új kalandjai (2. szinkron)
- Tom és Jerry újabb kalandjai
- Tom és Jerry vidám kalandjai (2. szinkron)
- A törpék új világa
- Tsubasa kapitány
- Turbókölykök
- Tüskeböki és pajtásai
- Tűzoltó mesék
- Űrdinkák (csak az 1. évad)
- Vadmacska kommandó
- Winx Club
- Yu-Gi-Oh! (12+ határozat)
- Yu-Gi-Oh! GX (12+ határozat)
- Zatur, a csodacsacsi
- Zorro kalandjai
- Zöldségmesék
- Zsebsárkányok

## Csőre töltve
Az RTL Klubon ment 1998. május 2-től 2001-ig és a Kölyökklub után következett. Leginkább a Warner Bros.-hoz fűződő sorozatait adta. A névvel Csőrikére, a Bolondos dallamokban szereplő kismadárra utaltak.

### Sorozatok
- Animánia
- Batman
- Bolondos dallamok
- Frédi és Béni, avagy a két kőkorszaki szaki
- Maci Laci[7]
- Superman: A rajzfilmsorozat
- Szinbad tengeri utazásai[8]
- Szilveszter és Csőrike kalandjai

## Disney Klub
Az RTL Klub programblokkja volt, 2000 közepén indult, eredetileg a Kölyökklub után ment. Később, 2003 januárjától már hétköznap délutánonként ment, hétvégenként főleg a pénteki részt ismételték. A blokkot 2010 közepén megszüntették, 2016-ban viszont újra elindították, ezúttal a Kölyökklub részeként. 2022. szeptember elején azonban ismét lekerült, miután a TV2 stratégiai megállapodást kötött a Disney-vel, így 2022. október 15-től ők sugározzák hétvégén 06:30-09:00 között a TV2 Animáció című műsorblokk részeként.

### Sorozatok
- 101 kiskutya
- Aladdin
- Balu kapitány kalandjai
- Barátaim: Tigris és Micimackó
- Chip és Dale – A Csipet Csapat
- Donald kacsa mozija
- Doug
- Gézengúz hiúz
- Goofy és csapata
- A gumimacik
- Herkules
- Kacsacsapat
- Kacsamesék
- A kis hableány
- Kis tini hős
- Lilo és Stitch
- Mickey egér játszótere
- Mickey egér klubja
- Mickey egér művek
- Szeleburdi víkendezők
- Szünet
- Tanárok kedvence
- Tarzan legendája
- Timon és Pumba